# Life (film 1999)
Life è un film del 1999 diretto da Ted Demme e interpretato dal duo comico Eddie Murphy-Martin Lawrence.

## Trama
Harlem, New York, 1932. Ray Gibson è un truffatore dilettante e sfortunato; Claude Banks è un cassiere al verde. Banks e Gibson si incontrano nel locale di Spanky, un gangster con cui entrambi hanno debiti. Spanky fa capire a Gibson che non ha intenzione di aspettare oltre il pagamento e fa immergere Banks nell'acqua gelata per lo stesso motivo. Gibson decide di far assaggiare a Spanky un whisky speciale del Mississippi e propone a Spanky di diventare suo socio per salvare se stesso e Banks. Spanky accetta, a condizione che i due si mettano in viaggio verso il Mississippi per andare a prendere un carico di liquore.
Così i due partono e raggiungono la piccola cittadina dove un uomo chiamato "lo Smilzo" vende loro il whisky. Gibson decide poi di entrare in un locale della zona e tenta la fortuna al poker, ma viene imbrogliato da un anziano nero di nome Wiston Hancock e perde tutto, compreso l'orologio d'argento, unico ricordo del padre. Banks invece si fa sedurre da una cameriera-prostituta e anche lui si ritrova al verde. Così i due si ritrovano senza un soldo e decidono di tentare di tornare a casa.
Nel frattempo Wiston Hancock incontra Warren Pike, lo sceriffo bianco della città che lo insulta e gli intima di andarsene. Hancock risponde estraendo una coltello nascosto nel bastone ferendo Pike alla guancia. Lo sceriffo uccide allora Hancock e lo deruba di tutta la refurtiva che aveva addosso, compreso l'orologio d'argento di Gibson.
Mentre Gibson e Banks camminano, raccontandosi quello che è successo all'interno del locale, scoprono il cadavere di Hancock e capiscono che è morto; ma prima che riescano a fuggire vengono trovati da un gruppo di contadini e portati dallo sceriffo Pike, che capisce che quella è una buona occasione per nascondere l'omicidio che lui ha commesso. Così finge di rassicurare i due, che si convincono che tutto andrà bene.
Invece al processo riescono a evitare la pena capitale ma vengono comunque condannati all'ergastolo da scontare in un penitenziario dello Stato del Mississippi, e negli anni la loro amicizia decade per vecchi rancori, bugie e diverbi sempre più frequenti portati dalla tristezza del carcere.
Per 65 anni in carcere, vedono morire tutti i loro compagni di cella e ogni tentativo di fuga finisce invano ogni volta. All'età di 60 anni vengono trasferiti nella tenuta del sovraintendente del penitenziario e lì ritrovano lo sceriffo che doveva prendere il posto del sovraintendente. Dalla cicatrice sul volto dello sceriffo, Banks capisce che si tratta dello stesso che anni prima li aveva incastrati per l'omicidio del signor Hancock. Gibson si accorge allora che l'uomo ha l'orologio del padre, che quando aveva frugato nelle tasche del defunto imbroglione, non aveva trovato. Gibson si impossessa quindi del fucile da caccia dello sceriffo e, mentre lui e Banks discutono su chi deve ucciderlo, lo sceriffo tira fuori una pistola con l'intento di sparare ai due detenuti. Il sovraintendente in carica però lo uccide in tempo, avendo capito che in realtà lo sceriffo era una persona disonesta. Alla polizia dirà invece che  si era trattato di un incidente di caccia. Decide perciò di farli uscire di prigione, ma poco prima di dare l'ordine di scarcerazione, muore.
Tornano in carcere, dove ormai novantenni non rinunciano all'idea di fuggire e, inscenando la loro morte durante un incendio, riescono finalmente ad evadere e ad andare a vedere una partita di baseball allo stadio.

## Riconoscimenti
2000 - Premio Oscar
- Candidatura per il miglior trucco